# Таллі-Го
Таллі-Го (англ. Tally Ho) – містечко знаходиться в окрузі Гранвілл, поблизу Стема, Північна Кароліна. В місті є вулиця Талл Хо Роуд і місіонерська баптистська церква Таллі-Го та кладовище.
Ця територія використовувалася мисливцями на лисиць і була названа на честь їхнього кличу. Вільям Вебб оселився в цьому районі в 1776 році. У 1830 році в Таллі-Хо було відкрито поштове відділення. У 1889 році воно було перенесено в Стем.
Губернатор Вільям Вудс Холден отримав петицію від жителів, які зазнали насильства Ку-клукс-клану. Меріон Пост Волкотт сфотографувала людей, які жили в цьому районі під час Великої депресії, включаючи афроамериканських фермерів-орендарів, які їли після того, як їхні білі сусіди закінчили.
В Таллі-Го виріс Джеймс Едвін Вебб. Його батько, Джон Фредерік Вебб старший, був інспектором сегрегованих державних шкіл округу Гранвіль.